# Agence nationale de l'aviation civile et de la météorologie (Comores)
Pour les articles homonymes, voir Agence nationale de l'aviation civile et Agence nationale de l'aviation civile et de la météorologie.
L'Agence nationale de l'aviation civile et de la météorologie (ANACM) est l'autorité comorienne du transport aérien et les activités de l'aviation civile en général. 
L'ANACM aussi est l'organisme permanent chargé des enquêtes sur les accidents et les incidents graves en transport public et en aviation générale qui surviennent sur le territoire comorien. L'agence a son siège à Moroni